# 10 років Чорнобильської катастрофи (срібна монета)
«10 ро́ків Чорно́бильської катастро́фи» — срібна пам'ятна монета номіналом 2 000 000 карбованців, випущена Національним банком України. Випущені з нагоди десятої річниці аварії на Чорнобильській атомній електростанції.
Монету було введено в обіг 25 квітня 1996 року. Вона належить до серії «Інші монети».

## Опис та характеристики монети
| Номінал карб. | Метал            | Маса, грам   | Діаметр, мм. | Якість виготовлення | Гурт     | Тираж, штук |
| ------------- | ---------------- | ------------ | ------------ | ------------------- | -------- | ----------- |
| 2 000 000     | срібло 925 проби | 31,1 / 33,62 | 38,61        | пруф                | рифлений | 10 000      |

### Аверс
На аверсі монети в центрі кола, утвореного намистовим узором, знаходиться зображення малого Державного Герба України в обрамленні з двох боків гілками калини. Над гербом розміщена дата 1996 — рік карбування монети. По колу монети написи: вгорі «НАЦІОНАЛЬНИЙ БАНК УКРАЇНИ», внизу у три рядки: «2 МІЛЬЙОНИ КАРБОВАНЦІВ». Під щитом державного герба на срібній монеті розміщені позначення і проба дорогоцінного металу A«g 925» та його вага у чистоті «31,1
»

### Реверс

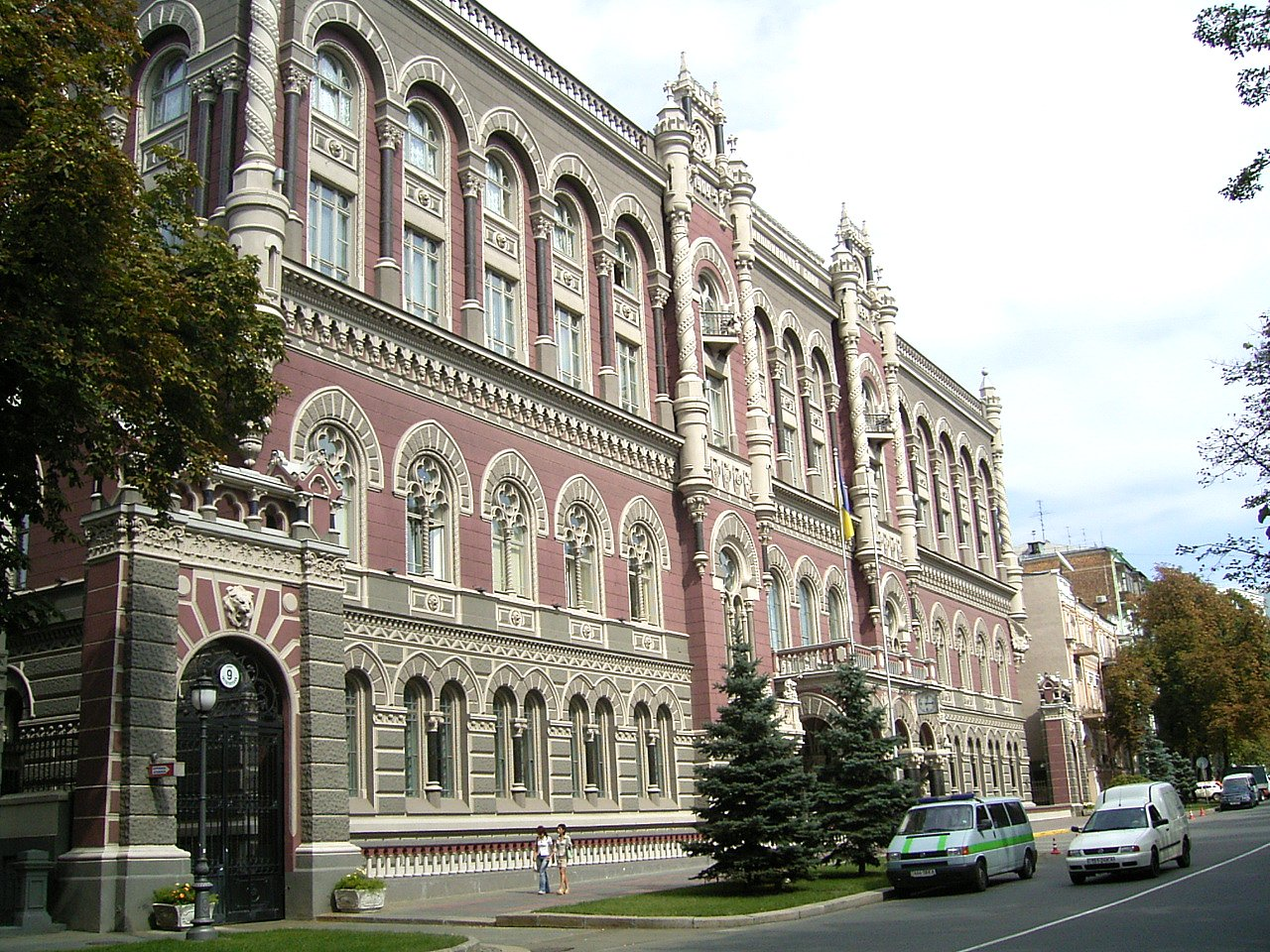
Будівля Національного банку України

На реверсі монети в центрі розміщено зображення дзвону, на вінці якого написано слово «ЧОРНОБИЛЬ». Під дзвоном зображена стрічка з написом на ній «1986-1996». На другому плані зображені журавлі у польоті: три — ліворуч і два — праворуч від дзвону. Вгорі по колу монет напис: «ТРАГЕДІЯ • ПОДВИГ • ЗАСТЕРЕЖЕННЯ». Слова в написі відокремлені одне від одного і від стрічки крапками.

## Автори
- Художники: Олександр Івахненко (аверс), Міненок Сергій (реверс).
- Скульптор — Роберт Котович.

## Вартість монети
Ціна монети — 493 гривні, була вказана на сайті Національного банку України 2011 року.
Фактична приблизна вартість монети, з роками змінювалася так:
| Рік        | 2010 | 2011 | 2012 | 2013 | 2014 | 2015 | 2016 | 2017  | 2018  | 2019 | 2020 | 2021  | 2022  | 2023  | 2024  | 2025  |
| ---------- | ---- | ---- | ---- | ---- | ---- | ---- | ---- | ----- | ----- | ---- | ---- | ----- | ----- | ----- | ----- | ----- |
| Ціна, грн. | 400  | 500  | 600  | 600  | 500  | 500  | 800  | 1 050 | 1 000 | 950  | 950  | 1 500 | 1 600 | 2 200 | 3 250 | 3 500 |